# حكومة اليابان
حكومة اليابان (باليابانية: 日本国政府) هي الحكومة المركزية في اليابان. تتألف حكومة اليابان من أفرع تشريعية وتنفيذية وقضائية وهي مسؤولة أمام إمبراطور اليابان. رئيس وزراء اليابان هو الرئيس التنفيذي للحكومة وهو مسؤول عن اختيار الوزراء للعمل في مجلس الوزراء الياباني، الفرع التنفيذي لحكومة الدولة.
تعمل الحكومة ضمن الإطار الذي حدده دستور اليابان، والذي اعتُمد في عام 1947. وهي دولة مركزية تحتوي على 47 تقسيمًا إداريًا، ويكون الإمبراطور رأسًا للدولة. دور الإمبراطور احتفالي وليس لديه أي صلاحيات تتعلق بالحكومة. وبدلًا من ذلك، يوجه مجلس الوزراء، الذي يتألف من وزراء الدولة ورئيس الوزراء، الحكومة والخدمة المدنية ويسيطر عليهما. يتمتع مجلس الوزراء بالسلطة التنفيذية ويتشكل من قبل رئيس الوزراء، الذي يشغل منصب رئيس الحكومة. يحدد أو تحدد من قبل برلمان اليابان ويعيَّن أو تعيّن في منصبه\ها من قبل الإمبراطور.
البرلمان الياباني هو السلطة التشريعية، وهو أداة الهيئة التشريعية. يتألف البرلمان الياباني من مجلسين ويكون مجلس المستشارين الياباني المجلس الأعلى ومجلس النواب الياباني المجلس الأدنى. يُنتخب أعضاؤه مباشرة من قبل الشعب الذي يكون مصدر السيادة. ويعرّف على أنه الجهاز الأعلى للسيادة في الدستور. تشكل المحكمة العليا والمحاكم الدنيا الأخرى السلطة القضائية وتتمتع بجميع السلطات القضائية في الدولة. وتعود لها السلطة القضائية النهائية لتفسير الدستور الياباني وسلطة المراجعة القضائية. وهي مستقلة عن الأفرع التنفيذية والتشريعية. يسمى القضاة أو يعينون من قبل مجلس الوزراء ولا يعزلون سوى خلال فترة العزل من قبل السلطة التنفيذية والتشريعية.

## تاريخ
قبل استعراش مييجي، حُكمت اليابان من قبل حكومة شوغونية عسكرية متتالية. خلال هذه الفترة، كانت السلطة الفعلية للحكومة بين يدي الشوغون، الذي حكم البلاد بصورة رسمية باسم الإمبراطور. كان الشوغونات حكامًا عسكريين وراثيين، وكانت رتبتهم الحديثة تساوي رتبة الجنرال. على الرغم من أن الإمبراطور كان الحاكم الذي عيّن الشوغون، كانت أدواره احتفالية ولم يكن له دور في حكم البلاد. غالبًا ما يقارن هذا بالدور الحالي للإمبراطور، الذي يتمثل دوره الرسمي في تعيين رئيس الوزراء.
أفضى استعراش مييجي في عام 1872 إلى استقالة الشوغون توكوغاوا يوشينوبو، موافقًا على أن يكون «الأداة لتنفيذ» أوامر الإمبراطور. أعاد هذا الحدث البلاد إلى الحكم الإمبراطوري وإعلان إمبراطورية اليابان. في عام 1889، جرى تبنّي دستور مييجي في خطوة تهدف إلى تقوية اليابان إلى مستوى الأمم الغربية، الأمر الذي نجم عنه أول نظام برلماني في آسيا. قدمت شكلًا مختلطًا من أشكال الملكية الدستورية المطلقة، مع قضاء مستقل، استنادًا إلى النموذج البروسيّ في ذلك الوقت.
تأسست أرستقراطية جديدة تُعرف باسم الكازوكو. دمجت طبقة نبلاء البلاط القديمة العائدة إلى الفترة الهايية، الكوغ، والداي-ميو السابقين، الأسياد الإقطاعيين التابعين للشوغون. وأسست أيضًا البرلمان الإمبراطوري الياباني، الذي كان يتألف من مجلس النواب ومجلس الأقران. كان مجلس الأقران يتألف من أعضاء من العائلة الإمبراطورية، عائلة كازوكو، وأولئك الذين رشحهم الإمبراطور، في حين انتُخب أعضاء مجلس النواب عن طريق الاقتراع المباشر للذكور. على الرغم من الفروق الواضحة بين صلاحيات السلطة التنفيذية والإمبراطور في دستور مييجي، أدى الغموض والتناقضات في الدستور في نهاية المطاف إلى أزمة سياسية. وقللت أيضًا من قيمة مفهوم السيطرة المدنية على الجيش، مما يعني أن الجيش يمكن أن يطور تأثيرًا كبيرًا على السياسة ويمارسه عليها.
في أعقاب نهاية الحرب العالمية الثانية، جرى تبنّي الدستور الحالي لليابان. إذ إنه استبدل الحكم الإمبراطوري السابق مع صيغة من النموذج الغربي في الديمقراطية الليبرالية.
مع حلول عام 2020، وجد معهد الأبحاث الياباني أن الحكومة الوطنية هي في الغالب تمثيلية، إذ إنه يمكن إتمام 7.5% فقط (4000 من أصل 55000) من الإجراءات الإدارية عبر الإنترنت بالكامل. تبلغ النسبة 7.8 % في وزارة الاقتصاد والتجارة والصناعة، و8% في وزارة الشؤون الداخلية والاتصالات، وفقط 1.3% في وزارة الزراعة والحراجة ومصايد الأسماك.

## الإمبراطور
إمبراطور اليابان (天皇) هو رأس الأسرة الإمبراطورية والرأس الاحتفالي للدولة. يُعرّف من قبل الدستور على أنه «رمز الدولة ووحدة الشعب». وعلى الرغم من ذلك، هو ليس الرئيس التنفيذي الاسمي ولا يتمتع سوى ببعض الصلاحيات الاحتفالية الهامة. ولا يتمتع بصلاحيات حقيقية تتعلق بالحكومة كما تنص بوضوح المادة الرابعة من الدستور.

العلم الخاص بالإمبراطور.

تفوض المادة السادسة من دستور اليابان الإمبراطور الأدوار الاحتفالية التالية:
1. تعيين رئيس الوزراء على النحو الذي يحدد من قبل البرلمان.
2. تعيين رئيس المحكمة العليا على النحو الذي يحدده مجلس الوزراء.

في حين أن مجلس الوزراء هو مصدر السلطة التنفيذية ويمارس رئيس الوزراء معظم سلطاته مباشرة، تمارَس العديد من سلطاته من قبل الإمبراطور. الصلاحيات التي تمارس من قبل الإمبراطور، على النحو المنصوص عليها في المادة المادة السابعة من الدستور، هي:
1. إصدار تعديلات الدستور والقوانين وأوامر مجلس الوزراء والمعاهدات.
2. استدعاء البرلمان.
3. حل مجلس النواب.
4. إعلان الانتخابات العامة لأعضاء البرلمان.
5. إقرار تعيين وعزل وزراء الدولة والمسؤولين الآخرين على النحو المنصوص عليه في القانون وإقرار الصلاحيات التامة للسفراء والوزراء وأوراق اعتمادهم وعزلهم.
6. إقرار العفو العام والخاص وتخفيف العقوبة وإرجاء التنفيذ وإعادة الحقوق.
7. منح مرتبة الشرف.
8. إقرار وثائق التصديق والوثائق الدبلوماسية الأخرى على النحو المنصوص عليه من قبل القانون.
9. استقبال السفراء والوزراء الأجانب.
10. أداء الوظائف الاحتفالية.

من المعروف أن الإمبراطور يتمتع بسلطة احتفالية اسمية. فمثلًا، الإمبراطور هو الشخص الوحيد الذي يتمتع بسلطة تعيين رئيس الوزراء، على الرغم من أن البرلمان لديه سلطة تعيين الشخص المناسب للمنصب. يمكن رؤية أحد الأمثلة بشكل بارز في حل مجلس النواب في عام 2009. كان من المتوقع حل مجلس النواب بناءًا على نصيحة رئيس الوزراء، إلا أنه لم يكن قادرًا بشكل مؤقت على القيام بذلك في النتخابات العامة التالية، إذ كان كل من الإمبراطور والإمبراطورة في زيارة لكندا.
وبهذه الطريقة، غالبًا ما يقارن الدور الحديث للإمبراطور بدوره في الفترة الشوغونية والجزء الأكبر من تاريخ اليابان، إذ كان الإمبراطور يتمتع بسلطة رمزية كبيرة ولكنه امتلك سلطة سياسية ضعيفة، غالبًا ما تمتع بها آخرون يعينهم الإمبراطور نفسه اسميًا. اليوم، استمر إلى حد ما إرث لرئيس الوزراء المتقاعد الذي ما يزال يتمتع بسلطة كبيرة، ويسمى شوغون ظلي (باليابانية: 闇将軍).
خلافًا لنظرائه الأوروبيين من الملوك والملكات، الإمبراطور ليس مصدر السلطة السيادية ولا تقوم الحكومة بأعمالها باسمه. بدلًا من ذلك، يمثل الإمبراطور الدولة ويعيِّن مسؤولين كبار آخرين باسم الدولة، التي يتمتع فيها الشعب الياباني بالسيادة. تتيح المادة الخامسة من الدستور، بصورة تتماشى مع قانون الأسرة الإمبراطورية، بتعيين وصي على العرش باسم الإمبراطور، في حال عجز الإمبراطور عن أداء واجباته.
في 20 نوفمبر 1989، قضت المحكمة العليا بأنها لا تملك سلطة قضائية على الإمبراطور.
يقال إن الأسرة الإمبراطورية اليابانية هي أقدم ملكية وراثية مستمرة في العالم. وفقًا لكوجيكي ونيهون شوكي، تأسست اليابان من قبل الأسرة الإمبراطورية من عام 660 قبل الميلاد. كان الإمبراطور جينمو (神武天皇) أول إمبراطور لليابان وسلف جميع الأباطرة الذين تبعوه. وهو بحسب الأساطير اليابانية السليل المباشر لأماتيراسو (天照大御神)، إلهة الشمس لديانة الشينتو الأصلية، من خلال نينجي، جده الأكبر.

## الحكومة الوطنية

### القسم التشريعي
البرلمان الياباني هو المؤسسة التشريعية في اليابان ويتكون من مجلسين مجلس المستشارين ومجلس النواب ويتم انتخاب كلا المجلسين بشكل منفصل.
يقوم مجلس النواب بالمصادقة على القوانين والتشريعات وله صلاحيات أكبر من مجلس المستشارين، حيث أنه إن تم الموافقة على قانون في مجلس الشعب ولم يوافق عليه في مجلس المستشارين فمن الممكن لمجلس النواب أن يمرر القانون على الرغم من معارضة المجلس الآخر.

#### مجلس النواب
يتكون مجلس النواب من 480 عضو، ينتخب 300 منهم من دائرة انتخابية واحدة (انتخاب فردي) و180 من 11 دائرة انتخابية كبيرة.

#### مجلس المستشارين
يتكون من 242 عضو، ينتخب 146 منهم من 47 محافظة يابانية و96 عضو من لائحة نسبة التمثيل الوطني للأحزاب.

## القسم التنفيذي
يقوم القسم التنفيذي بتقديم التقارير للبرلمان وعلى رأسه رئيس الوزراء الذي يعين من قبل الإمبراطور بترشيح من البرلمان. يجب أن يكون رئيس الوزراء عضوا في أحد المجلسين ومدنيا (ليس عسكريا).

## القسم القضائي
القسم القضائي مستقل عن القسمين التشريعي والتنفيذي ويقوم الإمبراطور بتعيين القضاة بترشيح من الحكومة.
يتكون النظام القضائي من عدة طبقات للمحاكم وله وثيقة حقوق شبيهة بوثيقة الحقوق في الولايات المتحدة وللمحكمة الدستورية الحق بمراجعة الأحكام.

## الحكومات المحلية
تعتمد اليابان على الحكومات المحلية أكثر من الحكومة المركزية في تسيير أمورها اليومية، وهذا ينتج مستويات مختلفة للتطور في تنفيذ التشريعات والقوانين في المحافظات والمدن على حسب حجمها وحاجتها مما يجعل القوانين ملائمة لحالة كل منطقة.
تقسم اليابان إلى 47 محافظة، ويتم تقسيم المدن الكبيرة إلى أحياء وبلدات أو قرى أو مقاطعات.
يرأٍس الحكومة المحلية مايسمى بالحاكم (知事 تشيجي) في المحافظة و(長 تشو) في التقسيمات الأصغر كالمدن والقرى، كما أنه في معظم الحكومات المحلية مجلس محلي (議会 غيكاي) يشابه مجلس الشعب الوطني ويتم انتخاب أعضاء الحكومة المحلية بانتخابات تجري كل أربع سنوات.